# Постников, Василий Тимофеевич
Василий Тимофеевич Постников (Посников) (до 1677 — Василий Тимофеев; ум. октябрь 1708, Москва) — российский дипломат, дьяк Посольского приказа (1677). Отец первого российского дипломированного доктора Петра Васильевича Постникова.

## Дипломатическая деятельность
В 1686 году участвовал в заключении «Вечного мира» с Речью Посполитой.
В 1687 году был направлен послом в Лондон, Флоренцию, Амстердам и Берлин для заключения союза против Османской империи, но успел склонить к нему только Пруссию.
В 1689 году был направлен в Китай и содействовал Ф. А. Головину в заключении Нерчинского договора с богдыханом.
В 1690 году был послан для «тайных дел» к гетману И. С. Мазепе. Посланник в Речи Посполитой (1701; был отозван из-за конфликта с князем Г. Ф. Долгоруковым).